# Jean-Baptiste Gellée de Prémion
Pour les articles homonymes, voir Gellée.
Jean-Baptiste Gellée de Prémion (1711-1794) fut maire de Nantes de 1754 à 1762, puis de 1776 à 1782.

## Biographie
Jean-Baptiste Gellée de Prémion est le fils de Charles Gellée, conseiller juge à l'amirauté, échevin et lieutenant du maire de Nantes, qui donne son nom à la rue de la Porte-Gellée, et de Jacquine Urbanne Mahot.
Il était avocat au parlement et subdélégué de l'Intendance de Bretagne à Nantes de 1753 à 1774.
Il émigre sous la Révolution.

## Hommages
La rue Prémion, à Nantes, est baptisée en son hommage.